# Judiska begravningsplatsen, Warszawa
Judiska begravningsplatsen vid Okopowa-gatan i Warszawa är en av de största judiska begravningsplatserna i världen. Begravningsplatsen togs i bruk 1806 och hyser omkring 200 000 gravar. Här finns bland annat en minnesvård över Janusz Korczak.

## Begravda personer i urval
- Adam Czerniaków
- Marek Edelman
- Aleksander Lesser
- Ludwig Zamenhof